# Stacey Q
Stacey Q (* 30. November 1958 in Fullerton, Kalifornien, bürgerlicher Name Stacey Lynn Swain) ist eine US-amerikanische Popsängerin, Tänzerin und Schauspielerin sowie Synchronsprecherin. Ihr bekanntestes Lied ist Two of Hearts aus dem Jahr 1986.

## Kindheit
Stacey Swain ist das jüngste von drei Kindern. Ihre Mutter Joyce Swain war eine Hundezüchterin, deren Cardigan Welsh Corgis in verschiedenen Filmen und Fernsehserien auftraten. Von Anfang an zeigte Swain eine Vorliebe für Musik, Tanz und Theater. Sie gab 1989 in einem Interview bekannt, dass sie schon mit drei Jahren nach Tanzstunden fragte, ihre Mutter sie aber vertröstete, bis sie fünf sei. Swain studierte klassisches Ballett und strebte an, Ballerina zu werden. In ihrer Freizeit hörte sie sich mit ihren Freunden Schallplatten an.
Während der 1960er sang Swain für Rollen in diversen Liveopern und Theateraufführungen vor. Obwohl sie Freunde mit ihrem Gesangstalent beeindruckte, lag ihr Hauptaugenmerk auf dem Tanztraining. 1969, mit zehn Jahren, wurde sie jüngstes Mitglied des Dance Theater of Orange County, einer ortsansässigen Gruppe, die bei Wohltätigkeitsveranstaltungen in Anaheim, Kalifornien spielte. Swain studierte insgesamt elf Jahre Ballett und Flamenco.

## Jugend
1970 wurde Swain Unterhalterin im Disneyland, während sie das Tanztraining am Wilshire Theater of Art in Los Angeles fortführte. Drei Jahre lang nahm Swain an Fantasy on Parade teil, einem jährlichen Ereignis an Weihnachten in dem Vergnügungspark. Sie trat als Dutch Puppet auf, was sie auch bei ihren ersten Plattenaufnahmen als Pseudonym verwendete. 1972 besuchte sie die Loara High School. Nach ihrem Abschluss bewarb sie sich beim Ringling Brothers and Barnum & Bailey Circus, wo sie in ihrem ersten Jahr als Showgirl und in ihrem zweiten Jahr als Elefantenreiterin auftrat. 1977 verließ sie Disneyland und den Zirkus für eine Karriere in der Plattenindustrie.

## Frühes Erwachsenenalter
Swain begann sich nach Abschluss ihres Tanztrainings mehr auf das Singen zu konzentrieren. Ihr erstes offizielles Gesangsprojekt begann im Radio in Los Angeles, wo sie Programme ankündigte und Mitglieder der Go-Go’s nachahmte. Sie arbeitete auch an anderen Stellen in Südkalifornien, so als Hostess oder Parkservice.
Als Teenager und junge Erwachsene kaufte und hörte Swain die Lieder von David Bowie. Ihre Lieblingsalben waren Hunky Dory und The Rise and Fall of Ziggy Stardust and the Spiders from Mars. Swains Musikstil wurde von Bowie und anderen Hard-Rock-Künstlern wie den Rolling Stones und Hanoi Rocks beeinflusst sowie auch von Depeche Mode.

### Q
Swain wurde von ihrem damaligen Freund, einem ortsansässigen Musiker, in die Plattenindustrie eingeführt. Ihre Gesangskarriere begann 1981, als sie den Produzenten und zukünftigen Manager Jon St. James kennenlernte. Wie Swain war auch James ein Ansager für das Radio in Los Angeles und Eigentümer des Casbah Recording Studio in Fullerton, in dem auch Berlin und Social Distortion zu Gast waren.
1981 gründeten Swain und St. James die Synthiepopband Q. Q bestand aus St. James an der Gitarre, Dan Van Patten und John Van Tongeren an Vocoder und Synthesizer und Swain als Produktionsassistentin. Als die Band ihre ersten Songs für The Q EP aufnahm, bemerkte St. James, dass jemand für den Gesang beim letzten Stück Sushi gebraucht würde. Swain, die vorher Demos in dem Studio aufnahm, wurde gefragt, den Gesangspart zu übernehmen. Swain wurde durch diesen Auftritt die Sängerin der Band, obwohl sie eigentlich Tänzerin war.
Swain hatte den meisten Erfolg in ihrer Karriere durch ihren Gesang, obwohl sie sich immer mehr als Tänzerin denn als Sängerin gesehen hat.

### SSQ
Obwohl The Q EP fast exklusiv auf dem Collegeradio gespielt wurde. war es erfolgreich genug für St. James und Swain, um mit anderen Projekten fortzufahren. 1982 wurde Q mit zwei neuen Mitgliedern neu formiert, dem Schlagzeuger Karl Moet und Rich West am Synthesizer. Wegen Urheberrechtsproblemen mit Quincy Jones musste St. James die Band umbenennen. Swain erklärte 2006 in einem Radiointerview, dass die Band in SSQ umbenannt wurde, nachdem Jon St. James in einem See fischte, der 'nicht größer als ein Badezuber' war und einen Witz machte, dass das Boot die 'S.S. Q' gewesen sei in Anlehnung an die aktuelle Band Q. St. James hatte noch einen weiteren Grund für den Namen: SS stand für Stacey Swain, die das am meisten auffallende Bandmitglied war.
SSQ brachte ihr Debütalbum Playback 1983 bei Enigma Records heraus. Das Album enthielt drei der bekanntesten Singles der Band: Synthicide, Big Electronic Beat und Screaming in My Pillow. Das Video von Synthicide lief zuerst im Westküsten-Fernsehen und brachte der Band einen größeren Bekanntheitsgrad ein. 1984 stellte die Popularität Swains die der anderen Mitglieder immer mehr in den Schatten. Die Band richtete das Hauptaugenmerk besonders auf Swain aus mit Moet, West, Skip Hahn und St. James als Hintergrundmusikern. Hahn ersetzte John Van Tongeren kurz vor der Veröffentlichung von Playback.

## Solokarriere

### Independent
1985 unterschrieb Swain einen Vertrag bei On the Spot Records, einem Independent-Label. Ihre erste Solosingle Shy Girl erschien im selben Jahr, während ihr erstes Soloalbum Stacey Q in begrenzter Auflage als Kassette verkauft wurde. Das Album enthielt eine frühere Version von Two of Hearts. Als Solokünstlerin nahm Swain den Namen Stacey Q als Referenz zu ihrem früheren Projekt Q an.
Shy Girl und andere Singles wurden rund 100.000 Mal verkauft, genug, um die Aufmerksamkeit von größeren Labels auf sich zu ziehen. Swain wurde von Atlantic Records 1986 als Solokünstlerin unter Vertrag genommen mit Jon St. James als Manager und den anderen Mitgliedern von SSQ als Hintergrundmusikern. Better Than Heaven, Swains Debütalbum bei Atlantic Records, wurde innerhalb von drei Wochen aufgenommen. Die Lieder wurden unter anderem auch von Berlin (Better Than Heaven), Jon Anderson von Yes (He Doesn't Understand) und Willie Wilcox von Utopia (We Connect) mitgeschrieben.

### Two of HeartsundBetter Than Heaven
Swains erfolgreichste Periode als Musikerin begann 1986. Two of Hearts, die erste Single von Better Than Heaven, wurde zum Bestseller und erreichte Platz 3 in den Billboard Hot 100. Da sie aber noch bei beiden Labels unter Vertrag stand, veröffentlichten auch beide die Single, so dass ihr die Nummer eins verwehrt blieb. Die Nachfolgesingle We Connect wurde 1987 veröffentlicht und wurde ein Top-40-Hit.
Two of Hearts wurde in der zweiten Jahreshälfte 1986 oft im Radio gespielt und ein Promotionsvideo lief in der Zeit auf MTV. Am Ende des Jahres trat Swain in mehreren Talkshows live auf, erschien als Jurymitglied in der Gong Show und machte den ersten ihrer drei Auftritte als Teilnehmer bei The New Hollywood Squares. Als Better Than Heaven Goldstatus erreichte, wurde Swain von einer mittelmäßigen Sängerin zu einem internationalen Star, sogar zu einem Teenageridol.
Auf dem Höhepunkt des Erfolges von Two of Hearts bat Weird Al Yankovic Swain um die Erlaubnis für eine Parodie namens Two Pop-Tarts. Die Parodie wurde nie veröffentlicht.
Nach dem Erscheinen von Better Than Heaven startete Swain eine Tour durch US- und europäische Clubs. Einer der Millionen Fans, die ihre Konzerte sahen, erwies sich als Autor für den Fernsehsender NBC. In dem Herbst erhielt Swain eine Rolle in der Serie The Facts of Life, die für sie speziell geschrieben wurde.

### „Cinnamon“ undThe Facts of Life

#### Off-Broadway Baby
Swains erster Gastauftritt in The Facts of Life war in einer Episode namens Off-Broadway Baby, die am 1. November 1986 das erste Mal ausgestrahlt wurde. Die Episode spielte in New York City, wo Tootie sich mit dem Lied Two of Hearts für die Hauptrolle in einem Broadwaymusical bewerben wollte. Sie ist mit Cinnamon (gespielt von Swain), einer talentierten, aber ein bisschen dumm wirkenden Sängerin befreundet, die mit ihr um dieselbe Rolle streitet. Als Tootie entdeckt, dass Cinnamon auch Two of Hearts vortragen will, versucht sie, ihr das auszureden, was dazu führt, dass Cinnamon ihren Termin verpasst. Am Ende der Folge erlaubt Tootie Cinnamon, an ihrer Stelle sich zu bewerben. Cinnamon gewinnt darauf den Wettbewerb. In dieser Episode sang Swain Two of Hearts.
Die Folge erwies sich als eine der erfolgreichsten Folgen der ganzen Serie. Die Autoren planten, den Charakter Cinnamon wieder einzubauen. Einige Produzenten gingen weiter und entwarfen eine Cinnamon-Barbiepuppe und sogar eine Spin-off-Sitcom namens Cinnamon. Swains Plattenfirma war gegen die Idee, weil sie glaubte, dass die Sängerin weniger Hits produzierte und zu einem One Hit Wonder würde, wenn sie sich mehr auf die Schauspielkarriere konzentrierte.

#### A Star Is Torn
Swains letzter Auftritt bei The Facts of Life hieß A Star Is Torn und wurde am 31. Januar 1987 ausgestrahlt. In der Episode erschien der Charakter George Burnett, der vom jungen und damals unbekannten George Clooney gespielt wurde. Am Ende der Episode hatten George und Cinnamon ein Date und George gab seinen Entschluss bekannt, mit Cinnamon als Roadie auf Tournee zu gehen. Swain sang das Lied We Connect in der Folge. Das Ende wurde so geschrieben, um Clooneys Weggang aus der Serie zu erklären und sich eine Tür für eine Sitcom mit George und Cinnamon offenzuhalten. Als Swains Manager sich dagegen aussprachen, ließ NBC alle Pläne für diese Serie fallen.
Obwohl Clooney bekannt gab, dass er von den Produzenten von NBC gefeuert wurde, hielt er die Zeit bei The Facts of Life für eine fantastische Erfahrung. Swain hat auch gute Erinnerungen an diese Zeit und schloss Freundschaft mit Cloris Leachman und anderen Darstellern.

### Hard Machine
Nach dem Erfolg von Better Than Heaven veröffentlichte Swain ihr zweites Album Hard Machine im Jahr 1988. Die Sängerin änderte ihr Image, färbte ihr Haar von blond auf rot und zog sich wie damalige Punksänger an. Hard Machine hatte ebenso andere Produzenten neben Jon St. James, was in mehr musikalischem Symbolismus und Tributen an Karen Carpenter und Jimi Hendrix resultierte. Das letzte Stück Another Chance wurde komplett von Swain selbst geschrieben. Das Lied erschien nie als Single, aber Swain bezeichnete es in Interviews als eines der besten Lieder, die sie je aufgenommen hat.
Hard Machine war weitaus weniger erfolgreich als Better Than Heaven, obwohl die Single Don't Make a Fool of Yourself Platz 66 in den Hot 100 erreichte und eine Remixversion von Shep Pettibone in den Top Five der Dancecharts war. Don't Make a Fool of Yourself wurde in einer Episode der Serie Full House aufgeführt, in der Swain einen kurzen Auftritt als sie selbst hatte.

### Nights Like This
Nights Like This, die letzte Aufnahme Swains bei Atlantic, wurde 1989 veröffentlicht. Die Sängerin änderte wieder ihr Image, diesmal mit kurzem, blondem Haar und als eine Art Untergrunderscheinung. Ihre neue Kleidung, ein schwarzes Kleid mit einem Pfeil nach unten, wurde das erste Mal im Video für die erste Single Give You All My Love gezeigt. Die Backgroundsängerinnen auf dem Album waren u. a. Martha Wash von den Weather Girls und Jocelyn Brown. Bei der zweiten Single des Albums Heartbeat sang Timothy B. Schmit von den Eagles im Hintergrund. Wie bei Hard Machine wurde bei Nights Like This mit den Instrumenten experimentiert, bei manchen Liedern wurden Kawai Keyboards genutzt. Nach diesem Album stoppten die Mitglieder von SSQ die Zusammenarbeit mit Swain.
Hard Machine und Nights Like This wurden von den Kritikern als stärker als ihre Vorgänger eingeschätzt, was aber verglichen mit Better Than Heaven ungehört blieb. Nach der Erscheinung von Nights Like This begann Swain wieder eine Tournee durch Clubs in den USA. Sie setzte ihre Schauspielkarriere in einer Episode von Mama's Family fort, wo sie ein Mitglied einer Frauenband namens The Bonecrushers spielte. Sie spielte ebenso im Actionfilm One Man Force mit, wo zwei Lieder aus Hard Machine eingebaut waren, The River und Another Chance.

### Solokarriere nach 1990

#### One-Hit-Wonder-Status
1990 verließ Swain Atlantic Records, zwei Jahre nach den anderen Mitgliedern ihrer Band SSQ. Die 1990er brachten ebenfalls einen schwindende Popularität für Synthiepop und Dancepop. Swain und andere Künstler versuchten, ihren Sound anzupassen, aber gleichzeitig nicht langjährige Fans zu verprellen.
1992 begannen Swain und Produzent Jon St. James mit der Produktion von Stacey Q's Greatest Hits, einer digital überarbeiteten Sammlung von Singles der Künstlerin. Im folgenden Jahr nahm Swain ihre erste Single der neuen Dekade auf, Two Hot for Love, veröffentlicht bei Thump Records. Die Single war an den Dancesound der frühen 1990er angepasst und beinhaltete sexuell suggestive Texte, repräsentativ für einen weiteren Richtungswechsel der Sängerin. Später erschien sie noch als Gast auf der Kompilation Rap Rhymes! Mother Goose on the Loose, die zum Teil von Jon St. James produziert wurde.
Stacey Q’s Greatest Hits wurde 1995 veröffentlicht und erhielt gemischte Kritiken von Fans und Kritikern. Viele Fans stimmten zu, dass das Album definitiv eine Zusammenstellung von Swains Karriere wäre, da es Stücke von Q und SSQ enthielt, die nie auf CD herauskamen, inklusive The Model, das für den Soundtrack des Films Crystal Heart aufgenommen wurde. Die meisten Stücke waren ein wenig neu abgemischt oder völlig neu bearbeitet, keine Lieder von Hard Machine oder Nights Like This waren enthalten. Die Öffentlichkeit hatte nahezu alle Lieder außer Two of Hearts vergessen und wunderte sich, wie sie bei dieser Karriere ein Greatest-Hits-Album herausbringen konnte, wenn sie ja nur ein One-Hit-Wonder war. Weil die Künstlerin so mit Two of Hearts und dem Dancepop der 1980er assoziiert wurde, schrieben die Kritiker sie als eine weitere Kopie von Madonna ab.

#### Übertritt zum Buddhismus
Obwohl Swain ihren Erfolg als Synthiepop- und Dancepopmusikerin gefunden hatte, wuchs sie mit Rockmusik auf und hatte hauptsächlich Interesse an Glamrock und Punkrock. Sie versuchte, dies musikalisch auf ihren letzten beiden Atlantic-Alben umzusetzen, durfte aber nicht zu weit vom Electronic Dance-Genre abweichen, das sie zu einem Bestseller machte. In den 1990ern hatte Swain die Gelegenheit, mit mehr Stilarten herumzuexperimentieren.
Nachdem sie sich für eine andere Richtung für ihre zukünftigen Veröffentlichungen entschieden hatte, reiste Swain nach Tibet, wo sie in den monastischen Tanz und Gesang des Fernen Ostens eingeweiht wurde. Zeitweise lebte sie in Nepal, wo sie bei buddhistischen Lamas lernte und in der alten Kunst des Cham-Tanzes unterrichtet wurde. (Sie ist eine der wenigen Personen aus dem Westen, die dies trainierten und auch lehren dürfen.) Swains Erfahrung färbten auf sie als Person ab und resultierten in einem Wechsel ihres Musikstils. Nach der Erscheinung von Stacey Q's Greatest Hits begann sie, "ein inspiratives, poporientiertes Album" und ihre erste Kollektion seit fast einem Jahrzehnt aufzunehmen.

#### Boomerang
Swain zeigte 1997 eine neue, spirituell angehauchte Seite von sich selbst auf dem Album Boomerang, erschienen bei ENo Records. Boomerang war vollkommen anders als frühere Aufnahmen. Es war ein Spiegelbild von Swains Übertritt zum Buddhismus, wie man auch an der Coverversion von George Harrisons My Sweet Lord sieht. Es war auch mehr an Folk als an Dancepop oder Technopop angelehnt. Boomerang war nie so populär wie Swains Alben bei Atlantic und erwies sich nicht als das Comebackalbum, auf das einige Fans gehofft hatten. Dennoch erreichte die Folgesingle Tenderness, ein Cover von Janis Ian, Platz fünf in den jamaikanischen Charts. Das Album wurde von Fans und Kritikern, die von Swains musikalischer Reife beeindruckt waren, wohlwollend aufgenommen.

#### Karriere bis heute
In den Jahren nach Boomerang wurde Swain Lead- und Backgroundsängerin für diverse House-Musiker in den USA und Europa. 1998 erschien ihre Stimme auf der Single Delicious des niederländischen Tranceduos Rudy & Grey. Sie kehrte zur Schauspielerei zurück mit einer Rolle in dem Kunstfilm Citizens of Perpetual Indulgence und eine spezielle nichtsexuelle Rolle als Auslieferungsfahrerin von chinesischem Essen in dem Porno Playing the Odds. Swain und Regisseur Geoffrey Karen Dior begannen nach dem Erscheinen des Films eine kurze Zusammenarbeit, so sang Swain bei den Gay Erotic Awards Two of Hearts. Swain erschien anschließend mit Dior 1999 auf der Kompilation Porn to Rock und 2001 auf Diors Album S E X. Sie hatte seitdem eine enorme Gefolgschaft in der Schwulenszene.
Swain lieferte 1999 den Gesang für Falling, einer Single des DJs Auratone. Sie nahm auch ein unveröffentlichtes Remix-Album auf mit neuen Versionen von Two of Hearts und diverser Lieder aus Boomerang. 2000 kehrte sie zum Theater zurück in The Life of Padmasambhava, einer musikalischen Bearbeitung eines der verehrtesten Charaktere des Buddhismus, produziert von der Namsay Dorje Theater Company aus San Francisco. Swain spielte die weibliche Hauptrolle, Yeshe Tsogyal, in einer multikulturellen Besetzung von Schauspielern und Musikern. Als Sängerin war sie an American Dream, einer Single von Jakatta aus dem Jahr 2001, beteiligt. Dies war ein Sample aus Stücken aus dem Soundtrack des Films American Beauty. Es wurde zu einem Top-5-Hit in Großbritannien.
2002 erschien Swain in der kurzlebigen VH1-Version von Never Mind the Buzzcocks als Gaststar. Zwei musikalische Werke folgten: Die Single I Need des deutschen DJs Oscar und Hear the Feeling mit dem DJ Simply Jeff (als Divine Frequency featuring Stacey Q). Letztere erschien auf dem Soundtrack einer Dokumentation über Raves. Swain war ebenfalls eine der Sängerinnen auf dem Album Taste the Secret des Hiphop-Trios Ugly Duckling. Dies geschah auf Geheiß von Jon St. James, der bestimmte Stücke des Albums abmischte. 2004 wurde Swain Synchronsprecherin und übernahm die Stimme von Karin Kikuhura in der englischsprachigen Version von Stratos 4, einer japanischen Animeserie. Ihr Gesang erschien auch auf dem dritten Album von Ugly Duckling, Combo Meal (Taste the Secret + The Leftovers EP).
Heute lebt Stacey Swain in Fullerton, Kalifornien zusammen mit ihrer Mutter und ist immer noch in der Musikindustrie aktiv. Sie tritt weiter live auf, meist bei Themenkonzerten zu den 1980ern. Obwohl sie hauptsächlich in den 1980ern bekannt war, erschien ihr Lied Two of Hearts auf den Soundtracks dreier aktueller Filme: Little Nicky – Satan Junior (2000), Party Monster (2003) und Hot Rod – Mit Vollgas durch die Hölle (2007).
Im Februar 2007 veröffentlichte Swain ihr letztes Album Queen of the 80s, eine Kompilation von Hits von SSQ und der LP Better than Heaven. Sie war danach auf dem Debütalbum der Echo Junkies zu hören, einem Duo, das 2004 von Jon St. James und Skip Hahn gegründet wurde. Im April 2007 gab Swain bekannt, dass sie mit St. James an einem weiteren Album arbeiten würde.
2008 war sie Gastsängerin beim Debütalbum Liquid des australisch-amerikanischen Rockduos Hydra Productions. Auf diesem Album traten weitere Dancepopkünstler der 1980er wie Tiffany und Gioia Bruno von Exposé auf.

## Diskografie

### Alben
- 1982 The Q EP (als Q)
- 1983 Playback (als SSQ)
- 1985 Stacey Q
- 1986 Better Than Heaven
- 1988 Hard Machine
- 1989 Nights Like This
- 1995 Stacey Q's Greatest Hits
- 1997 Boomerang
- 2007 Queen of the 80s
- 2009 Color Me Cinnamon

### Singles
- 1982 Playback / Music’s Gone (als Q) – The Q EP
- 1983 Synthicide (als SSQ) – Playback
- 1983 Big Electronic Beat (als SSQ) – Playback
- 1984 Screaming in My Pillow (als SSQ) – Playback
- 1986 Two of Hearts – Better Than Heaven
- 1987 We Connect – Better Than Heaven
- 1987 Insecurity – Better Than Heaven
- 1987 Music out of Bounds – Better Than Heaven
- 1987 Shy Girl – Stacey Q
- 1988 Favorite Things – Hard Machine
- 1988 I Love You – Hard Machine
- 1988 Don’t Make a Fool of Yourself – Hard Machine
- 1989 Give You All My Love – Nights Like This
- 1989 Heartbeat – Nights Like This
- 1993 Two Hot for Love – Stacey Q’s Greatest Hits
- 1997 Tenderness – Boomerang
- 2009 Trip – Color Me Cinnamon

## Filmografie
- Stratos 4 (2003) … als Karin Kikuhara (Stimme, Englische Version)
- Never Mind the Buzzcocks (2002) … als sie selbst
- Citizens of Perpetual Indulgence (2000) … als Stacey
- Playing the Odds (1998) … als Chinese Food Delivery Woman
- One Man Force – Ein Mann wie ein Tank (1989) … als Leah Jennings
- Mama's Family (1989) … als Ciji
- Full House (1988) … als sie selbst
- The Facts of Life (1986; 1987) … als Cinnamon
- The New Hollywood Squares (1986; 1988–1989) … als sie selbst
- Cavegirl (1985) … als Brenda